# О’Донохью, Брендан
Бре́ндан О’До́нохью (англ. Brendan O'Donoghue, род. 15 декабря 1982 года) — ирландский профессиональный игрок в снукер. Стал профессионалом в 2009 году, но ещё в 2003 побеждал в национальном любительском чемпионате. Лучшим результатом О’Донохью в сезоне 2009/10 стал выход во второй раунд чемпионата мира 
.

## Достижения в карьере
- Чемпионат Ирландии среди любителей победитель — 2003
- Ivy Rooms Easter Pro Am чемпион — 2005